# 卡東
卡東（英語：Kartung）是西非國家甘比亞西南部與塞內加爾邊境的沿海村莊。距離班竹約60公里，距離貢朱爾約9.5公里。位於西部區南孔博。 根據2009年所作的人口調查數據顯示，居住於卡東的總人口數量為5213人。